# Arend Tael
Arend Tael was het schrijverspseudoniem van Arie Pieter Krul (Scheveningen, 10 april 1901 - 12 juni 1945).
Arie Pieter Krul was werkzaam in Scheveningen als postambtenaar. Hij was geïnteresseerd in folkloristische verschijnselen, met name die van zijn woonplaats. In 1941 verscheen zijn Scheveningse debuutroman Martijntje. Hij ontving er de 'Aanmoedigingsprijs' van het nationaalsocialistische Departement van Volksvoorlichting en Kunsten voor.
In 1944 verscheen bij uitgeverij De Schouw zijn tweede roman, Frontlijn PTT. Hierin vallen vooral de antisemitische passages en illustraties op. Daarnaast kan worden aangetekend dat bij deze roman sprake is van een aantoonbare vorm van autobiografie alhoewel door Krul gebruik is gemaakt van fictieve persoons- en plaatsnamen.
Opmerkelijk is ook zijn bundeltje Schevelings prentebook uit 1943. Het is uitgegeven door de nationaalsocialistisch gekleurde West-Frieze-Styk. In deze uitgave manipuleerde Krul op een zodanige wijze met het Schevenings dat dit dialect aan het Fries leek te gaan denken. Aan de hand van deze manipulaties trachtte Krul een verband te leggen tussen het kustdorp Scheveningen en het (in zijn ogen) Germaanse Friesland. Door dit daadwerkelijk aan te tonen - dacht hij - zouden de Scheveningers voortaan zijn opgewaardeerd tot volwaardige afstammelingen van het Arische ras. Krul stond frequent in contact met mr. dr. Arian de Goede van de West-Frieze-Styk.
Omtrent 1940 had West-Frieze-Styk reeds een poging gedaan een spelling voor het Westfries vast te stellen naar analogie van het Fries. Het woordbeeld dat met deze schrijfwijze ontstond was echter zo afwijkend van het tot dan toe gangbare dat de poging faalde. Genoemde Styk, opgericht door De Goede, probeerde in woord en geschrift een Westfries nationalisme op te wekken, vergelijkbaar met dat in Friesland. De nationalistische ideeën van De Goede, die een min of meer zelfstandig West-Friesland met een eigen grondwet behelsden, vielen echter door de oorlogstijd en door de Westfriese nuchterheid niet in vruchtbare aarde.
De pogingen van Krul om een op zijn denkbeelden gebaseerd Schevenings woordenboek samen te stellen, liepen op niets uit. De door hem verzamelde aantekeningen werden in 1986 alsnog gebundeld in een zogenoemde 'Woordenschat'. Ook daarin zijn Kruls denkbeelden over het Scheveningse dialect terug te vinden.